# مظلات بيميني

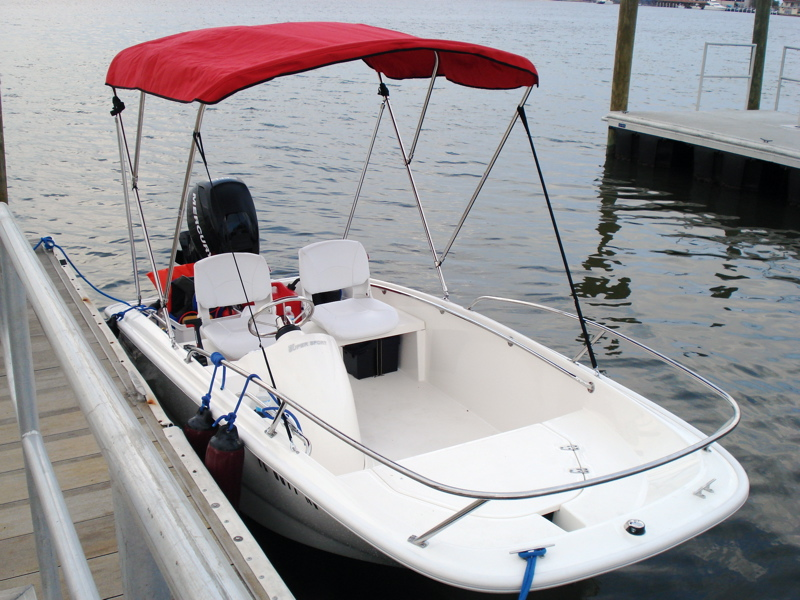
قارب مع مظلة من نوع بيميني

مظلات بيميني بالإنجليزية (Bimini top) هي مظلات من قماش مفتوحة من المقدمة لقمرة القيادة في قارب أو سيارة جيب، مدعومًتا عادة بإطار معدني. يمكن أن تطوى معظم المظلات البيمينيه عندما لا تكون قيد الاستعمال، وتُفتح مرة أخرى حسب الرغبة. تختلف مظلات بيميني عن غيرها من المظلات التي تشكل الحماية في الأمام وعلى الجانبين. تستخدم مظلات بيميني في الغالب كحماية من أشعة الشمس. ولا توفر أي حماية من الرياح أو المطر أو الرش عند التحرك للأمام بأي سرعة. يوفر الجزء العلوي الحماية من المطر فقط إذا كان القارب ثابتًا ولا توجد رياح. يمكن تخصيصها أيضًا لتناسب أنواع مختلفة من القوارب ويمكن أن تأتي بألوان مختلفة.